# څ
څ는 파슈토어와 오르무리어에서 쓰이는 문자다. 두 언어 모두 무성 치경 파찰음(/ts/)을 나타내는데 쓰인다. 아바르어의 아랍 문자 표기법에서는 장음 무성 구개수 파찰음(/qχː/)을 나타내는데 쓰인다.